# Monossido di niobio
Il monossido di niobio è un composto inorganico del niobio e dell'ossigeno con formula NbO. È un solido grigio con conduttività metallica

## Struttura e proprietà elettroniche
Il monossido di niobio adotta un'insolita struttura cubica, simile alla struttura del salgemma, ma con alcuni atomi mancanti rispetto ad essa, in modo che sia gli atomi di niobio che quelli di ossigeno abbiano geometrie di coordinazione planare quadrate. La notazione di Pearson per questa struttura è cP6. I centri di niobio sono disposti in ottaedri e c'è una somiglianza strutturale con i cluster di niobio ottaedrici negli alogenuri inferiori del niobio. Nel monossido di niobio la lunghezza del legame Nb-Nb è 298 pm rispetto ai 285 pm del metallo Uno studio del legame conclude che esistono legami forti e quasi covalenti tra i centri metallici. Il suo gruppo spaziale è Pm3m (gruppo n° 221) con passo reticolare a = 0.4211 nm.
È un superconduttore con una temperatura di transizione di 1,38 K. Viene utilizzato nei condensatori in cui si forma uno strato di pentossido di niobio (Nb2O5) attorno ai grani di NbO come dielettrico.

## Preparazione
Il monossido di niobio può essere preparato per riduzione di pentossido di niobio da idrogeno molecolare. Più tipicamente, è preparato per comproporzione:
{\displaystyle {\ce {Nb2O5 \ + \ 3Nb -> 5NbO}}}
L'ossido di niobio (II) è un composto chimico di niobio e ossigeno. Oltre all'ossido di niobio (V) e all'ossido di niobio (IV), il solido grigio è uno dei numerosi ossidi stabili di niobio. A differenza degli altri ossidi di niobio, la connessione è elettricamente conduttiva (circa 106 S/cm) e viene utilizzata come materiale anodico nei condensatori elettrolitici al niobio.

## Estrazione e presentazione
L'ossido di niobio (II) può essere prodotto facendo reagire ossidi di niobio con niobio elementare ad alte temperature. L'esatto rapporto tra i materiali di partenza dipende dall'ossido utilizzato:
{\displaystyle {\ce {Nb2O5 \ + \ 3Nb -> 5NbO}}}
{\displaystyle {\ce {NbO2\ +\ Nb->2NbO}}}

## Utilizzo
L'ossido di niobio (II) viene utilizzato come materiale anodico nei condensatori elettrolitici al niobio. Come i corrispondenti condensatori al tantalio, questi svolgono un ruolo importante nella microelettronica, come per esempio nei computer portatili. Rispetto ai condensatori al tantalio, sono più economici, ma non possono sopportare tensioni elevate. Un altro vantaggio dell'ossido di niobio (II) è la sua maggiore stabilità alla temperatura rispetto al tantalio.
Un'altra applicazione è il rivestimento degli elettrodi di messa a terra delle trasmissioni in corrente continua ad alta tensione (HVDC) come l'elettrodotto Italia-Grecia per proteggere l'elettrodo di messa a terra (anodo) dalla corrosione in acqua di mare.